# Еугения Соколницка
Еугѐния Соколнѝцка или Йожени Соколницка, с моминско име Кутнер (на полски: Eugenia Sokolnicka; на френски: Eugénie Sokolnicka) е полско-френски психоаналитик, основател на Парижкото психоаналитично общество.

## Биография
Родена е на 14 юни 1884 година във Варшава в еврейско семейство. Отива да учи в Париж, където взима степен по литература в Сорбоната и започва курсове при Пиер Жане, съперникът на Зигмунд Фройд. През 1911 г. открива динамичната психиатрия и се обучава при Карл Густав Юнг, но през 1913 решава да се отдаде на психоанализата на Фройд и се премества в Мюнхен. В този период тя анализира Феликс Боем. Става член на Виенското психоаналитично общество на 8 ноември 1916 г.
През 1918 г. тя се завръща в Полша, като иска да си създаде аналитична практика. Тогава отива в Будапеща и провежда нова обучителна анализа, този път с Шандор Ференци.
Умира на 19 май 1934 година в Париж на 49-годишна възраст.